# Lista de unidades federativas do Brasil por endividamento
Relação da dívida consolidada líquida em relação à receita corrente líquida por unidade federativa. Abaixo de 1,00 representa superávit na receita e acima de 1,00 representa deficit na receita. 
| Posição | Unidade federativa  | Deficit | Deficit | Deficit |
| Posição | Unidade federativa  | Em 2015 | Em 2010 | Em 2000 |
| ------- | ------------------- | ------- | ------- | ------- |
| 1       | Rio Grande do Sul   | 2,13    | 2,14    | 2,66    |
| 2       | Minas Gerais        | 1,82    | 1,82    | 2,34    |
| 3       | Rio de Janeiro      | 1,78    | 1,56    | 2,07    |
| 4       | Alagoas             | 1,53    | 1,62    | 2,23    |
| 5       | São Paulo           | 1,47    | 1,53    | 1,93    |
| —       | Média nacional      | 1,06    | 1,12    | 1,70    |
| 6       | Mato Grosso do Sul  | 0,94    | 1,20    | 3,10    |
| 7       | Goiás               | 0,91    | 1,30    | 3,13    |
| 8       | Acre                | 0,68    | 0,54    | 1,04    |
| 9       | Piauí               | 0,59    | 0,54    | 1,73    |
|         | Rondônia            | 0,59    | 0,54    | 1,11    |
| 11      | Paraná              | 0,55    | 0,89    | 1,29    |
| 12      | Pernambuco          | 0,54    | 0,38    | 0,86    |
|         | Sergipe             | 0,54    | 0,33    | 0,88    |
| 14      | Maranhão            | 0,44    | 0,64    | 2,58    |
| 15      | Mato Grosso         | 0,42    | 0,55    | 2,50    |
| 16      | Bahia               | 0,40    | 0,52    | 1,64    |
|         | Santa Catarina      | 0,40    | 0,63    | 1,83    |
| 18      | Ceará               | 0,39    | 0,28    | 0,87    |
| 19      | Paraíba             | 0,36    | 0,36    | 1,53    |
| 20      | Tocantins           | 0,31    | 0,16    | 0,35    |
| 21      | Amapá               | 0,30    | 0,18    | 0,05    |
| 22      | Amazonas            | 0,26    | 0,27    | 1,00    |
| 23      | Espírito Santo      | 0,25    | 0,17    | 0,98    |
| 24      | Distrito Federal    | 0,17    | 0,18    | 0,36    |
| 25      | Roraima             | 0,12    | 0,04    | 0,31    |
| 26      | Pará                | 0,09    | 0,29    | 0,57    |
| —       | Rio Grande do Norte | —       | 0,20    | 0,71    |